# Valdez (Alaszka)
Valdez kisváros az Amerikai Egyesült Államok Alaszka államában, az Alaszkai-öböl északi részén, egy védett fjordban, melyet Valdez-öbölnek is szoktak hívni. Valdez lakossága 2010-ben 3976 volt. (1900-ban még csak 310 lakos élt itt).
Valdez Alaszka egyik legfontosabb kikötővárosa, nevét egy spanyol hadihajó tisztjéről (Antonio Valdés y Fernández Bazán) kapta 1790-ben.

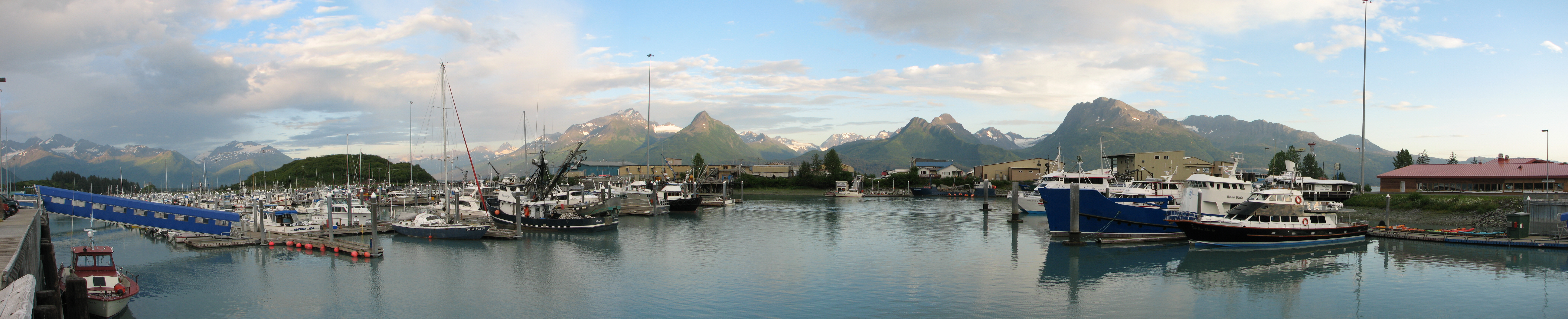
Valdezi tájkép

## Rövid történet
Valdez kikötőjét egy spanyol felfedező nevezte el 1790-ben egy spanyol hadihajó tisztjéről (Valdés y Fernández Bazán).
A klondike-i aranyláz idején (1897-98) több hajótársaság is ezt a kikötőt részesítette előnyben a bányászok számra.
A város felvirágzása a Richardson Highway (Richardson főútvonal) megépítése után kezdődött, amikor az út összekötötte Valdezt Fairbanksszel.
A jó szárazföldi megközelítés és a jégmentes kikötő Valdezt fontos ellátási csomóponttá tette. A főútvonal 1950-ig csak nyáron volt nyitva.
Az 1964-es alaszkai földrengés megrongálta Valdezt, de nem rombolta le. Az újjáépítést a United States Army Corps of Engineers (az USA hadseregének műszaki alakulata) felügyelte.
A Transzalaszkai Csővezeték terminálja Valdez jégmentes kikötőjénél van. Itt töltik meg a nagy olajszállító tankereket. A terminál 1975–1977 között épült és jelentősen fellendítette Valdez gazdasági életét.

## Gazdaság
A gazdaság több lábon áll:

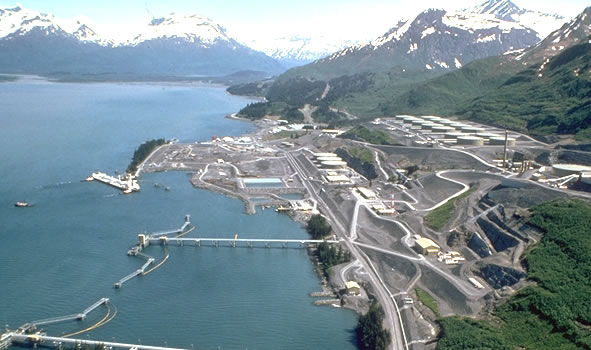
Olajkikötő

- A Transzalaszkai Csővezeték terminálja Valdez jégmentes kikötőjénél van. Ez adja a legtöbb munkahelyet a lakosságnak.
- Valdez kereskedelmi és sporthorgászközpont.
- Turizmus: számos tengeri kirándulóhajó indul a kikötőből, ahonnan a tengeri élővilág figyelhető meg. A közelben lévő gleccserek felé is indulnak „gleccsernéző” túrák. Valdezt szokták Alaszka Svájcának is hívni. A Thompson-hágóra induló kiránduláson vízeséseket és gleccsereket lehet nézni.
- Valdez repülőtere kisebb személyszállító gépeket fogadhat.
- Valdezben rendezik 1991 óta az extrém sívilágbajnokságot.[3]

## Éghajlat
Valdez éghajlata nagyjából mérsékelt övi klíma, néhány különlegességgel.
A statisztikák szerint itt esik a legtöbb hó az Amerikai Egyesült Államokban, sőt talán az egész világon (15 000 mm/év)
A kikötő jégmentes, ez adta és adja mind a mai napig a város jelentőségét.
A csendes-óceáni mérsékelt övi esőerdők északi határa is itt van Valdez környékén, a Blueberry Hillnél.

## Olajkikötő
A Transzalaszkai Csővezeték (Trans-Alaska Pipeline System – TAPS) terminálja Valdez jégmentes kikötőjénél van. Itt töltik meg a nagy olajszállító tankereket. A terminál 1977 óta működik. Heti 3–5 olajszállító tanker fordul meg a terminálon, eddig közel 15 000.